# 오가와 에쓰시
오가와 에쓰시(일본어: 小川 悦司, 1969년 2월 23일~)는 일본의 만화가이다. 니가타현에서 태어났다.
1995년 고단샤의 매거진프레쉬(マガジンフレッシュ) 신년호에 게재된 KING OF TOWER(킹 오브 타워)로 데뷔하였다. 대표작으로는 요리왕 비룡의 원작 만화인 중화일번(中華一番!), 진·중화일번!(真·中華一番!, 신 중화일미), 천사의 후라이팬 등이 있다.
중화일번은 1995년부터 1997년까지 주간 소년 매거진과 매거진 SPECIAL에 연재하였으며, 단행본은 전 5권이다. 후속작인 진·중화일번은 주간 소년 매거진에서 연재하였고, 단행본은 전12권이다. 천사의 후라이팬은 2006년 4월~2007년 12월 고단샤 코믹봉봉에서 연재하였으며, 단행본은 전5권이다.
2007년, 천사의 후라이팬으로 제31회 고단샤 만화상 아동 부문에서 수상하였다.